# Batman XXX: A Porn Parody
Batman XXX: A Porn Parody è un film pornografico del 2010 scritto, diretto, ideato e prodotto da Axel Braun.
Si tratta di una parodia in chiave hardcore del telefilm degli anni sessanta Batman. La pellicola comprende molti dei personaggi storici della serie, scenografie e costumi simili, aggiungendo però contenuti sessuali espliciti che erano assenti dall'opera originaria. Il film è il primo della serie della Vivid Entertainment dedicata alle parodie di vari supereroi dei fumetti. La buona accoglienza riscossa dal film, portò la Vivid ad annunciare piani per tutta una serie di pellicole simili, che sarebbero uscite sotto la nuova etichetta Vivid Superhero appositamente creata. Il successo dell'operazione, inoltre, diede il via ad altri film a tema "porno-supereroistico" prodotti da altre case di distribuzione, inclusi BatFXXX e The Justice League of Pornstar Heroes. Nel 2012 Braun diresse un altro film porno con Batman protagonista: Dark Knight XXX: A Porn Parody.

## Trama
La ragazza di Bruce Wayne, Lisa Carson, viene rapita dall'Enigmista. La ragazza si concede a lui nell'estremo tentativo di ingraziarselo, ma egli la consegna comunque al Joker. Batman e Robin vengono chiamati dalla polizia per aiutare le forze dell'ordine nella ricerca della ragazza rapita.
Il supereroe investiga in un nightclub che scopre essere il covo dei criminali, ma viene drogato e sedotto da Molly, una delle complici del Joker. Batgirl, venuta a conoscenza della situazione, si unisce a Robin, che era in attesa del ritorno di Batman dal club. I due riescono a penetrare non visti nel locale, dove sorprendono il Joker mentre sta facendo l'amore con le sue due assistenti. Eccitati, Batgirl e Robin hanno un rapporto sessuale, e la cosa li distrae facendoli scoprire e catturare dagli uomini di Catwoman.
I quattro prigionieri – Lisa, Batman, Robin e Batgirl – vengono portati al cospetto del trio di supercriminali composto da Enigmista, Catwoman e Joker. Quest'ultimo vorrebbe uccidere tutti i prigionieri ma Catwoman, segretamente innamorata di Batman, libera di nascosto gli ostaggi. Gli eroi riescono così a sconfiggere i cattivi. Grati a Catwoman per il ruolo giocato nella loro vittoria, Batman e Robin si accoppiano con lei in simultanea. Tuttavia, sapendo di avere ancora qualche conto in sospeso con la giustizia, la criminale fugge, attivando una trappola che imprigiona Batman & Robin, lasciando il finale del film in sospeso.

## Produzione
Grande fan del Batman di Adam West sin da piccolo, il regista Axel Braun fu felice di produrre una porno parodia del telefilm, affermando come, data la connotazione "kitsch" dell'originale, fosse "un perfetto candidato per una parodia". Braun volle mantenere il film il più possibile simile allo spirito dell'originale:
La produzione affittò una Batmobile utilizzata nel telefilm originale, e furono usati set appositamente costruiti ai Film Studios di Los Angeles.
L'attore Randy Spears si fece crescere i baffi e li coprì con abbondante uso di cerone bianco, per assomigliare il più possibile a Cesar Romero, l'attore che interpretava il Joker nella serie originale, che notoriamente aveva preferito nascondere i baffi piuttosto che tagliarseli per il ruolo.
L'attore Nick Manning fece un provino per la parte di Batman. Anche se il ruolo andò poi a Dale Dabone, Manning avrebbe interpretato Batman in un'altra parodia porno dello stesso: BatFXXX: Dark Knight Parody. In aggiunta, Evan Stone (l'Enigmista) avrebbe recitato nel ruolo di Batman in The Justice League of Pornstar Heroes.

## Distribuzione
Il film venne pubblicato in DVD il 21 maggio 2010 con l'aggiunta di numerosi contenuti extra (Making-of, photo gallery, e una versione del film senza le scene di sesso). Il DVD ricevette nomination come Best DVD Extras e Best DVD Menus agli AVN Awards del 2011, vincendo il premio per il miglior menù.
Il 1º marzo 2011 il film è stato distribuito anche in formato Blu-ray Disc.

## Accoglienza
La parodia venne generalmente ben accolta e lodata da critica e fan per l'accuratezza posta nei dettagli, come l'utilizzo di misconosciuti personaggi provenienti dalla serie originale come Molly e Lisa Carson, e per la credibilità dei costumi e delle scenografie. Il successo del film portò la Vivid a lanciare la serie Vivid Superhero dedicata alle porno parodie dei supereroi più famosi.

## Riconoscimenti
Il film si è aggiudicato il premio come "Best Parody" durante la diciassettesima edizione dei NightMoves Adult Entertainment Awards e come "Favorite Parody" ai F.A.M.E. Awards. Altri numerosi premi e riconoscimenti giunsero agli AVN Award del 2011. In nomination per ben diciassette premi in sedici categorie differenti, il film ne vinse sette, più di ogni altra opera in concorso quello stesso anno. Le nomination furono:
- Best Parody – Comedy (Vincitore)
- Best Actor (Dale DaBone)
- Best Supporting Actor (James Deen)
- Best Supporting Actor (Evan Stone) (Vincitore)
- Best Supporting Actress (Lexi Belle) (Vincitore)
- Best Couples Sex Scene (Lexi Belle & James Deen)
- Best Three-Way Sex Scene (Girl/Boy/Boy) (Tori Black, Dale DaBone, James Deen)
- Best Director - Feature (Axel Braun)
- Best Art Direction

- Best Cinematography/Videography
- Best DVD Extras
- Best DVD Menus (Vincitore)
- Best Editing
- Best Make-Up
- Best Screenplay- Adapted (Vincitore)
- Best Renting & Selling Title of the Year (Vincitore)
- Best Overall Marketing Campaign – Individual Project (Vincitore)[11][16]